# Stan Howard
Stanley Howard (1 tháng 7 năm 1934 - 2004) là một cầu thủ bóng đá thi đấu ở vị trí tiền vệ trong các thập niên 1950 và 1960. Ông sinh ra ở Chorley, Lancashire.